# Dono (Rosja)
Dono (ros. Доно) – wieś w Rosji, w Kraju Zabajkalskim, w rejonie kałgańskim. W 2010 liczyła 800 mieszkańców.